# Kanton Pertuis
Kanton Pertuis is een kanton van het Franse departement Vaucluse. Kanton Pertuis maakt deel uit van het arrondissement Apt en telde 39.552 inwoners in 2018.

## Gemeenten
Het kanton Pertuis omvatte tot 2014 de volgende 14 gemeenten:
- Ansouis
- Beaumont-de-Pertuis
- Cabrières-d'Aigues
- Grambois
- La Bastide-des-Jourdans
- La Bastidonne
- La Motte-d'Aigues
- La Tour-d'Aigues
- Mirabeau
- Pertuis (hoofdplaats)
- Peypin-d'Aigues
- Saint-Martin-de-la-Brasque
- Sannes
- Vitrolles-en-Luberon

Door de herindeling van de kantons bij decreet van 25 februari 2014, met uitwerking op 22 maart 2015, werd daar 1 gemeente aan toegevoegd, namelijk:
- Villelaure